# カニッツァの三角形

カニッツァの三角形

カニッツァの三角形（カニッツァのさんかくけい、Kanizsa triangle）は錯視図形の一つで、イタリアの心理学者ガエタノ・カニッツァにより1955年に発表された。周辺の図形とともに、白い正三角形が知覚されるが、実際には中心の三角形は物理的に存在しない。この効果は、主観的輪郭(subjective contour)と呼ばれる。また、この白い三角形は、周辺よりも明るく見えるが、実際には中心と周辺の輝度は等しい。パックマン刺激とも言う。
輪郭に関連する他の錯視として、エーレンシュタイン錯視がある。